# Хариусная (приток Вороньей)
Хариусная — река в России, на Кольском полуострове, протекает по территории Ловозерского района Мурманской области. Устье реки находится в 147 км по правому берегу реки Вороньей. Длина реки — 14 км.

## Данные водного реестра
По данным государственного водного реестра России относится к Баренцево-Беломорскому бассейновому округу, водохозяйственный участок реки — Воронья от истока до гидроузла Серебрянское 1, включая озеро Ловозеро. Речной бассейн реки — бассейны рек Кольского полуострова, впадает в Баренцево море.